# Psilocybine
La psilocybine est un ester d'acide phosphorique, la 4-hydroxydiméthyltryptamine est un alcaloïde de type indole avec un radical d'acide phosphorique qui est le principe actif de certains champignons hallucinogènes. Elle a été isolée chez les psilocybes, les conocybes, les panéoles et les strophaires.
Son nom chimique est 4-phosphoryloxy-N,N-diméthyltryptamine, parfois abrégé en 4-PO-DMT.

## Historique et étymologie
La psilocybine fut isolée par Albert Hofmann en 1958 à partir de sclérotes du Psilocybe mexicana Heim, cultivée au laboratoire du Muséum national d'histoire naturelle de Paris par Roger Heim. Le mot psilocybine est dérivé du genre de champignon nommé psilocybe, formé des deux mots grecs ψιλός / psilós, « lisse », et κύβη / kúbê, « tête ».

## Chimie
La synthèse est difficile et onéreuse, d'où sa rareté.
La psilocybine est l'hydrogénophosphate de la psilocine.

## Dosage et durée d'activité
Un effet psychotrope apparaît dès 1 mg de psilocybine même si les doses courantes varient de 4 à 10 mg. Cependant l'étude de 2006 en Angleterre par R. R. Griffiths, W. A. Richards, U. McCann et R. Jesse, a utilisé 30 mg/70 kg pour occasionner un profond voyage qualifié d'expérience mystique. Les teneurs en psilocine/psilocybine dans les Psilocybe cubensis sont de l'ordre de 0,14–0,42 %/0,37–1,30 % dans le champignon entier (0,17–0,78 %/0,44–1,35 % dans la tige), respectivement.
Les effets durent entre quatre et neuf heures en fonction du dosage et du mode d'administration. Par voie sublinguale, les effets se font sentir entre quinze minutes et deux heures et demie (tout dépend de la digestion) après la prise.

## Effets et conséquences
La psilocybine est un hallucinogène.
Elle modifie les perceptions de celui qui en consomme et peut, par exemple, provoquer des distorsions visuelles, auditives, donner une impression de fusion entre différents sens (synesthésies), provoquer un état euphorique, extatique, etc.

### Trip psychédélique
La psilocybine est un psychotomimétique (déclencheur de psychose) et un psychédélique (en anglais : psychedelic), terme inventé en 1957 par le psychiatre H. Osmond, dans un échange de poèmes avec A. Huxley et dérivé du grec ancien ψυχή / psyché (« âme ») et de δηλόω / dēlóô (« montrer, rendre visible »).
L'ivresse lors de fortes doses est caractérisée par des visions extraordinairement colorées, en mouvements kaléidoscopiques où l'usager peut se perdre dans un monde imaginaire,. Les effets incluent des troubles de l'humeur, des sensations de détachement physique, une mydriase accompagnée quelquefois de nausées.

### Action sur le système nerveux
Dans plusieurs troubles psychiques, l'hyperactivité de l'amygdale provoque un dérèglement des circuits liées à la peur. Ce dysfonctionnement entraîne une mauvaise évaluation des menaces et, par conséquent, des réponses inadaptées. La perception des signaux négatifs est augmentée quand celle des stimuli positifs est abaissée. Or, la psilocybine a un effet inhibiteur de l'amygdale. Elle diminue l'intensité des réponses cognitives et affectives liées aux émotions négatives permettant de rééquilibrer les processus.
Son action se prolonge au niveau de la plasticité cérébrale. La psilocybine favorise la formation d'épines dendritiques et stimule les connexions neuronales. Ces résultats pourraient expliquer les bénéfices constatés chez les personnes déprimées, chez qui une atrophie synaptique dans le cortex préfrontal a pu être observée.
À l'imagerie médicale, on observe que la majorité des changements induits par la substance étaient temporaires mais que certaines modification s'inscrivaient dans la durée.

### Expérience mystique chargée de sens
D'après l'étude de 2006 de R. R. Griffiths, W. A. Richards, U. McCann et R. Jesse, après une prise d'une forte dose (30 mg/70 kg) la psilocybine permet de créer de façon sure un voyage mystique qu'un tiers des participants ont qualifié d'expérience « la plus chargée de sens de leur vie » et deux tiers d'une des cinq expériences les plus marquées de sens au même titre que la naissance d'un premier enfant ou la mort d'un des deux parents.
Toutefois, pour cette substance comme pour la mescaline et quelques autres molécules, les témoignages d'usagers insistent souvent sur une dimension très mystique des expériences.
Une étude a révélé que les expériences de type mystique induites par la psilocybine entraînaient des changements positifs plus durables, notamment l'altruisme, la gratitude, le pardon et le sentiment d'être proche des autres, lorsqu'ils étaient associés à une pratique régulière de méditation et à un programme de soutien à la pratique spirituelle.
Les spécialistes et les témoignages décrivent que ces expériences spirituelles ont des retombées positives durables dans la vie des individus.

### Bad-trip et effets à long-terme
Les substances psychédéliques entraînent des bouleversements chimiques notables au niveau cérébral. Dans certains cas, ces perturbations peuvent avoir des effets négatifs transitoires ou persistants. On distingue les bad-trips et les accidents psychiatriques.
Dans le cas d'un bad trip, les effets du voyage psychédélique seront négatifs, l'euphorie et l'extase pouvant laisser place à la paranoïa, l'angoisse et la peur avec une résurgence des souvenirs traumatiques. Si ces effets d'un bad-trip sont toujours temporaires, l'intensité des perturbations peut provoquer des comportements à risque et des blessures.
La psilocybine, comme toute substance hallucinogène, peut être la cause d'accidents psychiatriques graves et durables, parfois dès la première prise. On parle alors de syndrome post-hallucinatoire persistant, à savoir angoisses, phobies, état confusionnel, dépression voire bouffées délirantes aiguës.
La consommation de psilocybine est déconseillée aux personnes déjà touchées par des troubles psychiatriques comme la schizophrénie, y compris à celle qui ont des antécédents familiaux de psychose. On estime que ces populations spécifiques possèdent une balance bénéfice-risque défavorable avec une probabilité accrue de voir des symptômes s'intensifier ou apparaître.

### Dépendance
La psilocybine ne provoque pas de dépendance physique, et sa toxicité à long terme est quasi nulle. Néanmoins, il est possible que la prise régulière de psilocybine aboutisse à une forme de tolérance et de tolérance croisée incitant à la prudence les consommateurs qui voudraient augmenter les doses pour continuer à ressentir des effets similaires.

## Pharmacologie
La psilocine, forme métabolisée de la psilocybine, interagit principalement avec les sous-types de récepteurs sérotoninergiques 5-HT1A, 5-HT2A et 5-HT2C : c’est un agoniste mixte de ces récepteurs.

## Utilisation thérapeutique
Compte tenu de la forte variation du taux des molécules actives dans les champignons à psilocybine, les utilisations thérapeutiques, en Occident, se sont faites avec la molécule de psilocybine isolée. Ceci permet d'avoir un dosage plus précis et de ne pas être soumis aux aléas de la nature. Les  recherches actuelles en neuropsychiatrie se penchent sur l'activité sérotoninergique de la psilocybine qu'on trouve dans la majorité des champignons hallucinogènes.
Des recherches modernes sur la psilocybine, prise dans un cadre médical, évaluent son efficacité sur de nombreux troubles de santé mentale : dépression, alcoolisme, trouble obsessionnel compulsif, troubles alimentaires ou encore douleur et l'anxiété des patients atteints d'une maladie grave à un stade terminal. Il va de soi que l'usage était cadré et supervisé par des médecins et qu'une automédication comporte des dangers.

### Sur la dépression
En 2018, la Food and Drug Administration (FDA) a accordé la désignation de potentielle thérapie innovante pour la thérapie assistée par la psilocybine pour la dépression résistant au traitement. Une seule prise peut suffire à soigner la dépression totalement jusqu'à six mois après : Michael Pollan le relate dans son livre Voyage aux confins de l'esprit, qualifié de numéro un des dix bestsellers de 2018 par le New York Times. Ces données sont confirmées par une étude scientifique où le produit est utilisé à la dose de 25 mg, notant cependant le nombre important d'effets secondaires, par rapport à une prise journalière.
D'autres données tendent à montrer que deux prises ponctuelles de psilocybines sont au moins aussi efficaces contre la dépression qu'une prise quotidienne d'escitalopram pendant six semaine, et probablement plus efficaces. Cette molécule pourrait aussi être utile dans certains traitements contre l'alcoolisme,,.

### Sur l'addiction à l'alcool
En France, une étude clinique a été lancée par le Centre Hospitalier Universitaire (CHU) de Nîmes afin d'explorer l'efficacité de la psilocybine dans le traitement de l'alcoolisme. Cette initiative vise à évaluer si la psilocybine, déjà étudiée pour d'autres troubles tels que la dépression résistante, pourrait aider à réduire la dépendance à l'alcool chez les patients participants. De part le monde, d'autres études évoquent déjà la possibilité d'un traitement. Une étude du NYU Langone's Center for Psychedelic Medicine, réalisée en double aveugle sur 93 patients, a conclu à une diminution de la consommation pour 83% des participants ayant reçu de la psilocybine et un sevrage complet pour 48% d'entre eux à 8 mois.

### Sur le TOC
La molécule, utilisée de manière contrôlée à faible dose, a donné des résultats encourageants pour les patients souffrant de TOC (trouble obsessionnel compulsif). Une expérience menée sur des individus a démontré une amélioration spectaculaire chez tous les sujets et a pu être quantifiée : grâce à la psilocybine, leurs symptômes obsessionnels ont diminué de 25 % sur l'échelle d'obsessions et de compulsions de la Yale-Brown Obsessive-Compulsive Scale.

### Sur l'anxiété liée à la mort
Chez les patients déprimés atteints de cancer en phase terminale, l'usage contrôlé de psilocybine induit une diminution de l'anxiété, une meilleure acceptation de  la mort ainsi qu'une amélioration de l'humeur, une diminution voire une suppression de la dépression,,. Elle a été également utilisée avec succès pour le traitement de dépressions sévères incurables,,. 
D'autres études scientifiques avancentque la psilocybine est un traitement efficace pour l'algie vasculaire de la face, céphalée extrême qui résiste à presque tous les médications actuelles ainsi que pour l'anorexie mentale. Ces dernières études restent toutefois marginales et attendent d'être confirmées et complétées.

## Législation

### Droit international
La psilocybine est une substance réglementée, citée au tableau I de la Convention sur les substances psychotropes de 1971.

### Australie
Les psychiatres peuvent prescrire la psilocybine pour traiter leurs patients souffrant de dépression aiguë depuis juillet 2023.

### Canada
La psilocybine est une substance inscrite à l'annexe III de la Loi réglementant certaines drogues et autres substances. Des entreprises peuvent toutefois être autorisées à développer des thérapies expérimentales à base de psilocybine en vertu d'exceptions accordées par Santé Canada.
En janvier 2022, Santé Canada permet aux docteurs de demander l'usage de la psilocybine pour l'administrer à des patients en fin de vie. En avril, une première clinique basée à Nanaimo, en Colombie-Britannique en fait la demande pour un patient en phase terminale d'un cancer du colon. En mai de la même année, une clinique privée de Montréal, au Québec, reçoit l'autorisation de traiter des patients souffrant de dépression avec la psilocybine à des fins thérapeutiques.

### États-Unis
Dans la plupart des états, la consommation est illicite. Cependant, en mai 2019, la ville américaine de Denver a approuvé la décriminalisation des champignons à psilocybine après consultation par vote. En juin 2019, Oakland (Californie) a décriminalisé les champignons contenant de la psilocybine.
D'autres sites aux États-Unis ont suivi en 2020 et le pays possède désormais une grande diversité de statuts légaux au niveau fédéral. Les champignons psilocybes sont ainsi décriminalisés dans certaines villes de Californie, du Massachusetts, du Michigan, et de l'état de Washington alors qu'ils sont dépénalisés dans le Colorado ou légalisés à des fins médicales en Oregon. De même, certains états autorisent progressivement les recherches médicales sur la psilocybine.

### Pays-Bas
Depuis les années 70, les Pays-Bas ont instauré une politique de tolérance vis-à-vis de certaines drogues dont l'exemple le plus médiatisé a été celui du cannabis. De la même manière, la vente et la consommation de champignons contenant de la psilocybine ont été autorisées jusqu'en 2008 au sein de boutiques spécialisées, les smartshops. C'est un fait divers, le suicide d'un adolescent sous l'influence de champignons hallucinogènes, qui a contraint le gouvernement Néerlandais à modifier sa législation. À partir de 2008, les Pays-Bas ont donc interdit la consommation et la vente de champignons psilocybes sous leur forme aérienne (pied et chapeau).
En revanche, cette interdiction ne concerne pas le sclérote, partie souterraine, qui est exploité commercialement sous le nom de truffe à psilocybine. La raison tient au dosage de la substance psychédélique dans les différentes parties du champignon et aux effets qui en découlent. Contrairement aux organes extérieurs, le sclérote contient une dose réduite de psilocybine entraînant des effets hallucinogènes plus doux, à quantité égale.

## Liste des champignons contenant de la psilocybine

### En Europe
En Europe, on trouve :
- Copelandia cyanescens (ou Panaeolus cyanescens) (rare)
- Inocybe aeruginascens
- Inocybe corydalina
- Inocybe haemacta
- Panaeolina foenisecii
- Panaeolus azurescens
- Panaeolus fimicola (rare)
- Panaeolus sphinctrinus
- Panaeolus subbalteatus
- Pluteus salicinus
- Psilocybe cubensis (ou Stropharia cubensis)
- Psilocybe cyanescens
- Psilocybe semilanceata (dit psilo)
- Psilocybe strictipes